# Regione di Tunapuna-Piarco
La regione di Tunapuna-Piarco () è una regione di Trinidad e Tobago. Il capoluogo è Tunapuna. 
Include i centri abitati di Arouca, Curepe, Piarco, Saint Augustine, Trincity e Tunapuna.